# موسيقى طليعية
الموسيقى الطليعية (بالإنجليزية: Avant-garde music)‏ هي الموسيقى التي تعتبر في طليعة التجديد في مجالها، بحيث تدل عبارة "avant-garde" على نقد للتقاليد الجمالية الراهنة، رفض «الوضع الراهن» وتفضيل العناصر المميزة الأصلية وفكرة تحدي أو تجاهل الجمهور عن قصد. يمكن تمييز الموسيقى الطليعية عن الموسيقى التجريبية من خلال الطريقة التي تتخد فيها موضعا متطرفا داخل تقليد معين، بخلاف الموسيقى التجريبية التي تخرج عن التقليد.